# Nevado de Tuco
Der Tuco oder Nevado de Tuco ist ein Berggipfel in den südamerikanischen Anden in Peru. Der Nevado de Tuco mit einer Höhe von 5454 m (nach anderen Quellen: 5479 m) ist einer der südlichsten Gipfel in der schneebedeckten Cordillera Blanca im nordwestlichen Zentral-Peru.

## Geographie
Nachbargipfel sind der Challhua (5476 m), der Juchuraju (5392 m), der Pastoruri (5240 m), der Santón (5256 m) und der Queullaraju (5603 m). Weiter südlich in der Cordillera Blanca liegt nur noch der Rajuluna mit 5360 m.
Zwei Kilometer östlich des Nevado de Tuco, unterhalb des Gipfels des Pastoruri, erstreckt sich der Pastoruri-Gletscher (Glaciar Pastoruri). Der Gletscher und die umgebenden Berg liegen im Nationalpark Huascarán, den die UNESCO 1985 zum Weltnaturerbe erklärte. Seither, von 1985 bis 2019, schmolz mehr als die Hälfte der Fläche des Gletschers ab, er verkürzte sich um 650 Meter.
An der Südflanke des Tuco entspringt in einem der Gletscherseen der Rio Tuco, der mit einer Länge von 30 km der Hauptzufluss der Laguna Conococha ist, von dem aus der Río Santa entlang der Cordillera Blanca in den Pazifik fließt.